# Tzacas da Bulgária
Tzacas (em grego: Τζακᾶς; romaniz.: Tzakas; em búlgaro: Чака; romaniz.: Čaka) foi o imperador da Bulgária entre 1299 e 1300. Tzacas foi filho de Nogai Cã e tataraneto do lendário Gengis Cã. Não se sabe quando ele nasceu.

## História
Tzacas era filho do líder mongol da Horda Dourada Nogai Cã com uma esposa chamada Alaca. Em algum momento depois de 1285, Tzacas se casou com uma filha de Jorge Terter I chamada Helena. No final da década de 1290, ele apoiou o pai na guerra contra o cã legítimo da Horda, Tocta, que venceu a disputa e matou Nogai em 1299.
Na mesma época, Tzacas invadiu a Bulgária e intimidou a regência de João, fazendo-a abandonar a capital, Tarnovo, e se autoproclamando imperador em 1299. Não se sabe exatamente se reinou como imperador da Bulgária ou simplesmente atuou como com suserano de seu cunhado Teodoro Esvetoslau. A historiografia búlgara aceita a primeira hipótese.
Tzacas não conseguiu, porém, desfrutar por muito tempo sua posição, pois os exércitos de Tocta o seguiram até a Bulgária e cercaram Tarnovo. Teodoro, que fora instrumental no golpe de Tzacas, organizou um complô que depôs, prendeu e estrangulou Tzacas em 1300. Sua cabeça foi enviada para Tocta, que, em retribuição, assegurou a posição de Teodoro como novo imperador da Bulgária. É possível também que a cooperação de Teodoro tenha contribuído para a retirada das forças mongóis da Bulgária.

## Família
Não se sabe se Tzacas teve filhos com Helena, a filha de Jorge Terter I. Ele teve pelo menos um filho, nascido provavelmente de uma concubina:
- Kara Küçük, líder de um pequeno bando da Horda Dourada até pelo menos 1301.